# Comme des garçons (film)
Ne doit pas être confondu avec Comme des Garçons.
Pour plus de détails, voir Fiche technique et Distribution.
Comme des garçons est une comédie française réalisée par Julien Hallard, sortie en 2018. Le film s'inspire de la création de la première équipe féminine de football de France à Reims par Pierre Geoffroy en 1968.
Avec seulement 87 582 entrées pour 230 copies, le film est un échec en salles.

## Synopsis
À Reims, en 1969. Séducteur invétéré, Paul Coutard est journaliste sportif au quotidien Le Champenois. Pour provoquer son directeur, il organise un match de football féminin pour la kermesse annuelle du journal. Il va recevoir l'aide inattendue de « sa meilleure ennemie », Emmanuelle Bruno, secrétaire de direction. Sans le savoir, Emmanuelle et Paul vont se lancer dans la création de la première équipe féminine de football de France.

## Fiche technique
- Titre : Comme des garçons
- Réalisation : Julien Hallard
- Scénario : Jean-Christophe Bouzy et Julien Hallard, adaptation et dialogues par Julien Hallard et Claude Le Pape, avec la collaboration de Fadette Drouard[1]
- Photographie : Axel Cosnefroy
- Montage : Jean-Christophe Bouzy
- Costumes : Charlotte David
- Décors : Johann George
- Musique : Vladimir Cosma
- Production : Frédéric Jouve et Marie Lecoq
  - Production associée : Matthieu Zeller
  - Coproduction déléguée : Reginald de Guillebon et Marion Delord
- Société de production : Les Films Velvet
  - Coproduction : Les Armateurs, Mars Films et C8
  - SOFICA : Cinémage 11, Indéfilms 5, La Banque Postale Image 10,
- Distribution : Mars Films (France)
- Pays d’origine :  France
- Langues originales : français et italien
- Genre : comédie sportive
- Durée : 90 minutes
- Dates de sortie :
  - France : 25 avril 2018

## Distribution
- Max Boublil : Paul Coutard
- Vanessa Guide : Emmanuelle Bruno
- Bruno Lochet : Alain Lambert
- Solène Rigot : Corinne Fricoteau
- Carole Franck : Raymonde Deuquet

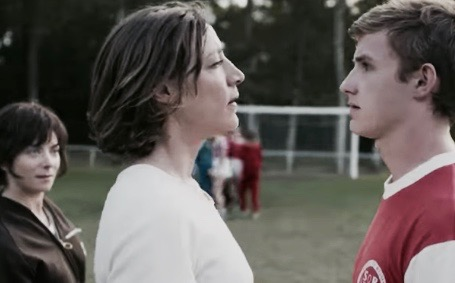
Julie Moulier (au centre) et Sarah Suco (à gauche) dans une scène du film.

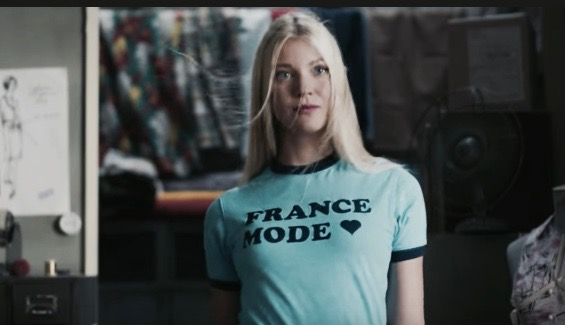
Mona Walravens dans une scène du film.

- Delphine Baril : Francine Marchand
- Zoé Héran : Annie Leroy
- Julie Moulier : Béatrice Bergeron
- Sarah Suco : Nicole Waquelin
- Mona Walravens : Jeanne Simon
- Luca Zingaretti : Giacomo Bruno, père d'Emmanuelle et ancien joueur de football
- Ludovic Berthillot : le mari de Francine
- Grégory Gatignol : le frère d'Annie
- Éric Naggar : le rédacteur en chef
- Jean-Louis Barcelona : le mari de Raymonde
- Wilfred Benaïche : membre fédération 1
- Christian Abart : le commissaire
- Renaud Rutten : Michel Leroux

## Production

### Genèse et développement
Le réalisateur-scénariste Julien Hallard a eu l'idée du film après avoir écouté une émission de radio :

« J’ai eu un coup de foudre pour cette histoire : en 1968, Pierre Geoffroy, un journaliste sportif de l’Union de Reims, a passé une petite annonce pour organiser un match de football féminin. Contre toute attente, l’équipe montée à cette occasion et lui-même allaient devenir les pionniers du renouveau du football féminin hexagonal. Il faut savoir qu’à cette époque, les filles ne jouaient pas au football. Ce n’était même pas interdit, ça ne se faisait pas, c’est tout. La Fédération française de football ne délivrait pas de licences féminines. Les filles de Reims ont donc mené le combat contre les préjugés avec détermination, talent, et pas mal d’humour. Quand j’ai commencé à écrire à leur sujet, on était en 2012. Non seulement, le football féminin commençait sa percée médiatique mais on assistait à un renouveau des questions autour du féminisme. Bref, il y avait un écho moderne dans cette histoire, un air du temps qui renvoyait à cette période de mutations de la fin des années soixante. »

Pour peaufiner son scénario, il s'adjoint les services de Claude Le Pape, qui selon Hallard « a prouvé avec Les Combattants qu’elle avait un vrai talent pour créer des scènes et incarner des personnages », et également de Fadette Drouard, la co-scénariste de Patients, dont Hallard « aime la liberté de ton et l’énergie de l’écriture ».

### Attribution des rôles
Des joueuses de l'ASJ Soyaux ont participé aux séquences de foot.

### Tournage
Le tournage a lieu à Royan en Charente-Maritime (notamment au stade de la ville), ainsi qu'à Paris (on voit entre autres le restaurant Prunier) et en Île-de-France.

Stade d'honneur de Royan

### Musique
La musique originale du film est composée par Vladimir Cosma, compositeur prolifique dès les années 1970. Le réalisateur explique son choix :

« En ce qui concerne la bande originale, je voulais des mélodies fortes, des thèmes reconnaissables pour les personnages principaux ; ce qui est à l’opposé de la tendance actuelle dans le cinéma qui va vers de la musique d’accompagnement et d’atmosphère. J’ai donc tout naturellement pensé à Vladimir Cosma qui a justement cette capacité mélodique hors norme. C’est un grand compositeur avec une forte personnalité qui prend des risques et qui imprime son style sur le film. Pour paraphraser Stravinsky, je dirais que quand d’autres font de la musique « papier peint », Cosma lui fait des tableaux. Et quels tableaux ! »

— Julien Hallard
Le film utilise aussi des chansons préexistantes, dont Comme un garçon de Sylvie Vartan.